# Supersamiec
Supersamiec (ang. Superbad) – amerykańska komedia z 2007 roku. 

## Główne role
- Jonah Hill – Seth
- Michael Cera – Evan
- Christopher Mintz-Plasse – Fogell/McLovin
- Bill Hader – Oficer Slater
- Seth Rogen – Oficer Michaels
- Martha MacIsaac – Becca
- Emma Stone – Jules
- Aviva Baumann – Nicola
- Joe Lo Truglio – Francis, kierowca
- Kevin Corrigan – Mark

## Fabuła
Trzej licealiści godzinami potrafią rozprawiać o seksie. Niestety dla nich w tej dziedzinie są wciąż teoretykami. Z kobietami dotychczas mieli do czynienia niewiele. Ale zbliża się koniec liceum. Czas skończyć z teorią i zacząć praktykę. Wystarczy kupić alkohol (a w USA to dla licealistów wielki problem) i iść na pożegnalną imprezę!